# Lion's Law
Lion's Law és un grup d'oi! format l'any 2012 a la ciutat de París per músics vinculats al moviment SHARP.

## Discografia
- A day will come (Contra Records, 2013)
- Open your eyes (Contra Records, 2015)
- From the storm (Contra Records, 2016)
- The pain, the blood and the sword (HFMN Records, 2020)[3]
- Si le ciel vient à tomber (HFMN Records, 2024)[4]
- Evermore (2025)[5]